# ドルシーノ
ドルシーノ（イタリア語: Dorsino）は、イタリア共和国トレンティーノ＝アルト・アディジェ州トレント自治県サン・ロレンツォ・ドルシーノにある分離集落（フラツィオーネ）。
かつては独立の自治体（コムーネ）であったが、2015年1月1日に近隣のサン・ロレンツォ・イン・バナーレと合併し、新自治体の一部となった。

## 地理

### 位置・広がり

#### 隣接コムーネ
コムーネとしてのドルシーノは、以下のコムーネと隣接していた。
- サン・ロレンツォ・イン・バナーレ
- ステーニコ
- ロマーゾ
- ブレッジョ・インフェリオーレ